# High-Flyers
High-Flyers (niederländischer Originaltitel: Hoogvliegers) ist eine niederländische Action-Drama-Serie, die von Storytellers Film & TV in Zusammenarbeit mit EO für den öffentlich-rechtlichen Fernsehsender NPO 1 produziert wurde. In den Niederlanden fand die Premiere der Serie am 11. Januar 2020 auf NPO 1 statt. Im deutschsprachigen Raum fand die Premiere der Serie am 6. April 2021 auf Sony AXN statt. Auf ZDFneo wurde die Serie ab dem 6. August 2021 gezeigt.

## Handlung
Der Bad Boy Rutger steht vor der Wahl, entweder er meldet sich für die Royal Dutch Military Academy oder er geht in den Knast. Mehr aus dem Selbsterhaltungstrieb heraus als aus Patriotismus, entscheidet sich Rutger für erstere Option. Kurz darauf stellt sich Rutger zusammen mit zwei weiteren Kadetten dem strengen Training und den Demütigungen seitens seines befehlshabenden Offiziers. Bei den beiden Kadetten handelt es sich zum einen um Guus, der Sohn des Generals ist, und zum anderen um Leyla. Beide geben alles, um ihr Ziel zu erreichen. Obwohl die drei Kadetten von Grund auf unterschiedlich sind, verfolgen alle einen Traum, und der ist es, sich den Rang zu verdienen, um die legendäre F16 zu fliegen. Durch eine immer stärker wachsende Bindung setzen sich die drei gegen Mobber und Rivalen zur Wehr. Im Laufe ihrer Ausbildung müssen sich die drei Kadetten vielen Herausforderungen stellen, die ihr Durchhaltevermögen auf die Probe stellen, seien es die Anforderungen der Flugschule oder das darauffolgende harte Kampftraining in Arizona. Doch allen Widrigkeiten zum Trotz schaffen sie den Abschluss mit Bravour. Während sie Liebe finden und Abenteuer beschreiten, werden einige ihrer Zweifel und Ängste ausgeräumt. Außer für Rutger, dessen belastende Vergangenheit ihn droht wieder einzuholen. Und als sie auf eine gefährliche Kampfmission in den Nahen Osten geschickt werden, müssen sie lernen, dass Krieg mehr ist als nur eine militärische Übung.

## Besetzung und Synchronisation
Die deutsche Synchronisation entstand unter dem Dialogbuch von Heike Schroetter sowie der Dialogregie von Stephan Rabow durch die Synchronfirma Level 45 GmbH in Berlin.

### Hauptdarsteller
| Rolle                                           | Schauspieler             | Hauptrolle (Folgen)  | Synchronsprecher  |
| ----------------------------------------------- | ------------------------ | -------------------- | ----------------- |
| Rutger de Man                                   | Josha Stradowski         | 1.01–1.08            | Tim Schwarzmaier  |
| Leyla Demir                                     | Sinem Kavus              | 1.01–1.08            | Esra Vural        |
| Guus Walema                                     | Soy Kroon                | 1.01–1.08            | Fabian Kluckert   |
| Kommandeur der Luftstreitkräfte Roderick Walema | Gijs Scholten van Aschat | 1.01–1.08            | Frank Röth        |
| Verteidigungsminister Marco de Laan             | Xander van Vledder       | 1.01–1.03, 1.05–1.08 | Leonhard Mahlich  |
| Julia Hofstee                                   | Charlie Chan Dagelet     | 1.02–1.06            | Berenice Weichert |
| Derek „Lucky“ Lanshof                           | Fedja van Huêt           | 1.03–1.06            | Viktor Neumann    |
| Melanie de Man                                  | Lisa Zweerman            | 1.04–1.05, 1.08      |                   |
| Paula Walema                                    | Sanne Langelaar          | 1.05, 1.07–1.08      |                   |

### Nebendarsteller
| Rolle            | Schauspieler     | Nebenrolle (Folgen)   | Synchronsprecher  |
| ---------------- | ---------------- | --------------------- | ----------------- |
| Dennis de Waal   | Bart Harder      | 1.01–1.05             | Konrad Bösherz    |
| Pepijn Goudakker | Hans Kesting     | 1.01–1.03             | Bernhard Völger   |
| Branco Titov     | Valeriu Andriuta | 1.01–1.02, 1.07–1.08  | Michael Iwannek   |
| Manu Zegers      | Gustav Borreman  | 1.01–1.02, 1.04, 1.07 | Tommy Morgenstern |
| Pilotin          | Lynn Broussard   | 1.01–1.08             |                   |
| Menno            | Hans Croiset     | 1.02–1.03, 1.05–1.06  | Sven Brieger      |
| Karel Andriessen | Theu Boermans    | 1.02, 1.05–1.06       | Uwe Büschken      |

### Episodendarsteller
| Rolle             | Schauspieler            | Episodenrolle (Folgen) | Synchronsprecher   |
| ----------------- | ----------------------- | ---------------------- | ------------------ |
| Richter           | Geert Lageveen          | 1.01                   | Peter Flechtner    |
| Erik Groenmans    | Hylke van Sprundel      | 1.02                   | Alexander Doering  |
| André             | Frans de Wit            | 1.02                   | Gerrit Schmidt-Foß |
| Rekrutenausbilder | Joost Niki Luijsterburg | 1.03                   | Dennis Sandmann    |
| Vater von Dennis  | Bart Klever             | 1.04                   |                    |
| Mutter von Dennis | Sylvia Poorta           | 1.04                   |                    |

## Episodenliste
| Nr. | Deutscher Titel                | Originaltitel               | Erstausstrahlung (NPO 1) | Deutschsprachige Erstausstrahlung (Sony AXN) |
| --- | ------------------------------ | --------------------------- | ------------------------ | -------------------------------------------- |
| 1 | Unter verschärfter Beobachtung | Suicide Watch               | 11. Jan. 2020            | 6. Apr. 2021                                 |
| Nach der Verhaftung des Separatistenführers Branko Titov sind die Beziehungen zwischen den Niederlanden und Russland angespannt. In der Zwischenzeit meldet sich Rutger bei der Royal Military Academy an. Zusammen mit Guus und Leyla versucht er alles, um das Training erfolgreich abzuschließen. Doch wird es Rutger gelingen, seine Vergangenheit vor den anderen geheim zu halten?                                      |                                |                             |                          |                                              |
| 2 | Ikarus                         | Icarus                      | 18. Jan. 2020            | 13. Apr. 2021                                |
| Rutger, Leyla und Guus haben die KMA erfolgreich abgeschlossen und können ihre Ausbildung zu Kampfpiloten in Woensdrecht fortsetzen. Während Russland die Bereitschaft der niederländischen Luftwaffe testet, trifft Rutger eine gefährliche Entscheidung. Die Journalistin Julia durchleuchtet die Vergangenheit von Rutger, was ihn in große Schwierigkeiten bringen könnte.                                                |                                |                             |                          |                                              |
| 3 | Sprich es aus                  | Speak Up                    | 25. Jan. 2020            | 20. Apr. 2021                                |
| Nachdem Rutger die Russen aus dem Luftraum verjagt hat, gilt er als Held. In Tucson (Arizona) werden die Piloten in Ausbildung vom legendären Kampfpiloten Lucky unterrichtet. Eine scheinbar unbeschwerte Zeit unter dem klaren blauen Himmel beginnt. Trotz ihrer Rivalität entwickelt Rutger für Dennis Mitleid, der langsam aber sicher sein Selbstvertrauen verliert, mit all den Konsequenzen, die sich daraus ergeben. |                                |                             |                          |                                              |
| 4 | Die Legende von Jeremiah Weed  | The legend of Jeremiah Weed | 1. Feb. 2020             | 27. Apr. 2021                                |
| In der Wüste von Arizona beginnen Rutger, Guus und Leyla die aussichtslose Suche nach Dennis und entdecken dort einen riesigen Friedhof mit ausgemusterten Flugzeugen. In einer abgelegenen Bar berichtet der ältere Besitzer über die Legende von Jeremiah Weed. Die Journalistin Julia nimmt Kontakt mit Rutgers Schwester auf und erfährt immer mehr über seine Vergangenheit.                                             |                                |                             |                          |                                              |
| 5 | Panda-Diplomatie               | Panda Diplomacy             | 8. Feb. 2020             | 4. Mai 2021                                  |
| Nach der Beerdigung von Dennis wird Rutger von Guus' Vater Roderick Walema, dem Befehlshaber der Streitkräfte, empfangen. Als Rutgers dunkle Vergangenheit durch die Journalistin Julia ans Tageslicht kommt, scheint Roderick genau zu wissen, wie er Rutger helfen kann. Rutger, Guus und Leyla kehren nach Tucson (Arizona) zurück.                                                                                        |                                |                             |                          |                                              |
| 6 | Das brennende Klavier          | Piano Burning               | 15. Feb. 2020            | 11. Mai 2021                                 |
| In Rückblenden erfahren wir mehr über die junge Leyla und ihre Familie während ihrer Zeit in Istanbul. Zur Überraschung von Rutger werden die Geheimnisse seiner Vergangenheit und seine unglückliche Tat von den Medien publik gemacht. Für Guus und Rutger wird ein Traum wahr, sie dürfen die F-16 fliegen, doch zugleich platzt dieser für Leyla.                                                                         |                                |                             |                          |                                              |
| 7 | Nichts geht mehr               | Rien ne va plus             | 22. Feb. 2020            | 18. Mai 2021                                 |
| Der Konflikt zwischen Russland und den Niederlanden führt zu einem kalten Krieg unter heißer Sonne. Rutger und Guus machen sich zu einer Mission nach Syrien auf, wo sie unter Beschuss geraten. Durch ein brillantes Manöver mit seiner F-16 gelingt es Guus das Leben von Rutger zu retten, doch er wird dadurch selbst abgeschossen. Wird er überleben?                                                                    |                                |                             |                          |                                              |
| 8 | Entscheidung in der Luft       | Heart attack                | 29. Feb. 2020            | 25. Mai 2021                                 |
| In Syrien wird alles unternommen, um Guus zu finden. Er scheint am Leben zu sein und wurde von einer Gruppe von Rebellen gefangen genommen. Alles mündet in eine blutgeronnene Apotheose. Rutger muss letztendlich eine Entscheidung über Leben oder Tod von seinem Cockpit aus treffen. Wie wird er entscheiden? Wird er im Anblick der gefährlichen Situation als Held oder als Verlierer hervorgehen?                      |                                |                             |                          |                                              |